# Promienko

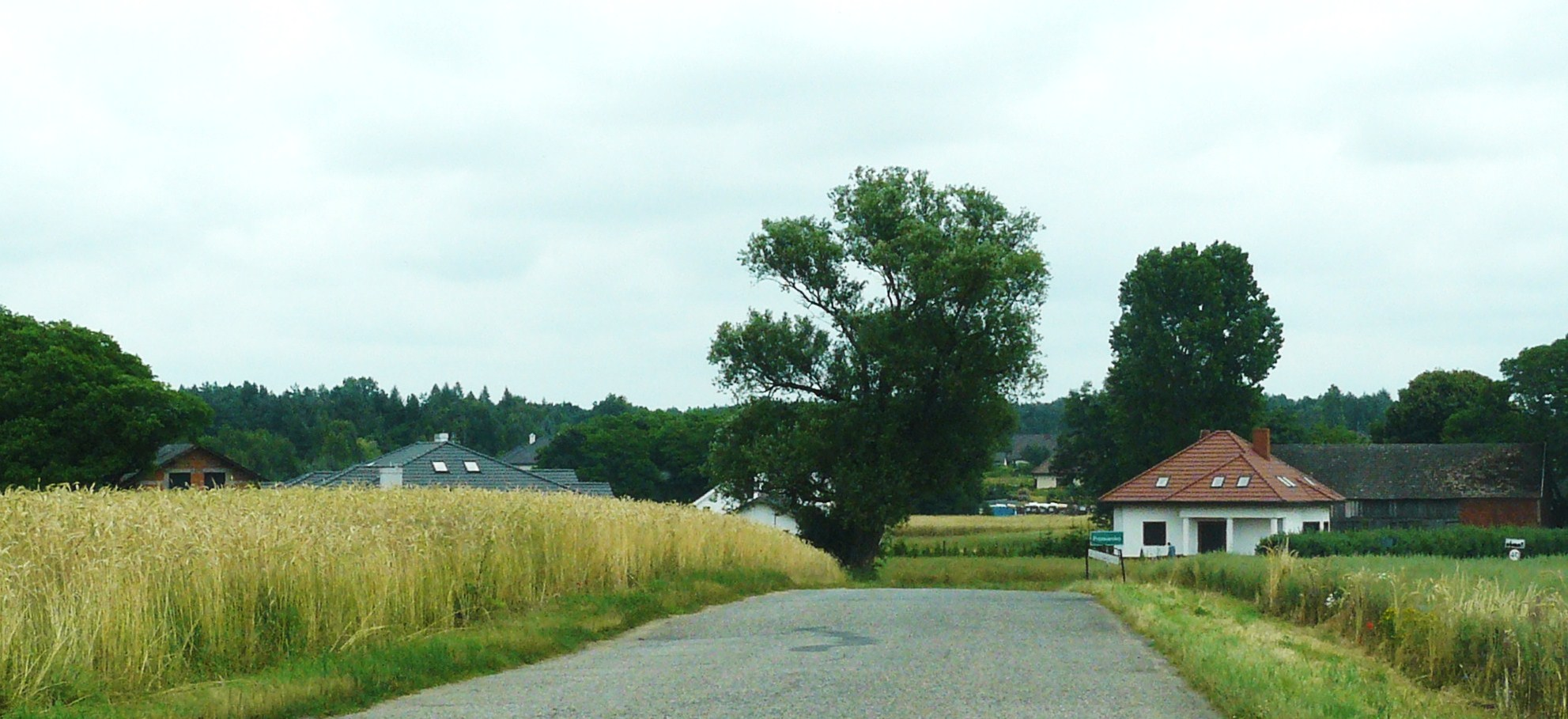
Ortsansicht

Promienko ist ein Dorf der Gemeinde Pobiedziska im Powiat Poznański in der Woiwodschaft Großpolen im westlichen Zentral-Polen. Der Ort befindet sich etwa 5 km südwestlich von Pobiedziska und 18 km nordöstlich der Landeshauptstadt Poznań und gehört zum Schulzenamt Biskupice.

## Geschichte
Der Ort gehörte nach der Zweiten Teilung Polens 1793 zum Kreis Schroda und ab 4. Januar 1900 zum Kreis Posen-Ost.
In den Jahren 1975 bis 1998 gehörte der Ort zur Woiwodschaft Posen.